# Нововасилівка (Кам'янський район)
Нововаси́лівка — село в Україні, у П'ятихатській міській громаді Кам'янського району Дніпропетровської області.
Населення — 70 мешканців.

## Географія
Село Нововасилівка знаходиться на березі річки Комісарівка, вище за течією на відстані 0,5 км розташоване село Пальмирівка, нижче за течією на відстані 1 км розташоване село Чистопіль. Річка в цьому місці пересихає, на ній зроблена загата.

## Населення

### Мова
Розподіл населення за рідною мовою за даними перепису 2001 року:
| Мова       | Відсоток |
| ---------- | -------- |
| українська | 97,1 %   |
| російська  | 2,9 %    |

## Інтернет-посилання
- Погода в селі Нововасилівка [Архівовано 20 грудня 2011 у Wayback Machine.]

1. ↑  Рідні мови в об'єднаних територіальних громадах України — Український центр суспільних даних